# یواس‌اس موریس (۱۷۷۹)
یواس‌اس موریس (۱۷۷۹) (به انگلیسی: USS Morris (1779)) یک کشتی است. این کشتی در سال ۱۷۷۹ ساخته شد.